# Танец сорока одного
«Танец сорока одного» или «бал сорока одного» (исп. El baile de los cuarenta y uno) — общественный скандал в Мексике начала XX века, который произошел во время президентства Порфирио Диаса. Инцидент разворачивался вокруг незаконного полицейского рейда, осуществленного 17 ноября 1901 года против бала в частном доме на Калье-де-ла-Пас в Мехико, на котором присутствовала группа мужчин, из которых 19 были одеты в женскую одежду.
Пресса была заинтересована сообщить об инциденте, несмотря на усилия правительства замять его, поскольку участники принадлежали к высшим эшелонам общества. Список задержанных так и не был опубликован. Официально были арестованы только 41 человек, однако ходили слухи, что присутствовал и Игнасио де ла Торре-и-Миер, зять президента Порфирио Диаса. Из 41 человек, арестованных за «посягательство на нравственность и хорошие манеры», большинство смогли откупиться и только 12 в конечном итоге были сосланы на полуостров Юкатан.
Известный писатель Карлос Монсивайс назвал скандал «изобретением гомосексуальности в Мексике», из-за того, что впервые о гомосексуализме открыто заговорили в мексиканских СМИ. Событие было осмеяно и сатиризировано в популярных СМИ эпохи. Эту группу также часто называли «Танец 41-го гомосексуала». С подъёмом ЛГБТ-движения событие было изображено более благосклонно в современных СМИ.

## Сводка события
В Мексике конца XIX — начала XX века танцы, в которых участвовали только мужчины или только женщины, часто проводились в подполье из-за дискриминации и общественного осуждения в отношении частного сексуального разнообразия в то время. В различных источниках говорится о проведении праздников и публичных мероприятий, таких как парады с участием мужчин и женщин, хотя это и называлось тогда «маскарадом». Также было принято, что дети высшего класса города гуляли по улице Платерос (с 1914 года — улица Франсиско Мадеро), одетые в самые модные вещи, но они были известны как «куры» или «ящерицы» (оскорбительные значения слова «dandy»), и, как правило, были связаны с досугом, тщеславием или бесчестием и подвергались преследованиям со стороны полиции и со стороны родителей.
Предполагаемыми организаторами праздника были зять тогдашнего президента Порфирио Диаса, Игнасио де ла Торре и Миер — прозванный как Зять Нации за брак с Амадой Диас — и Антонио Адалид, прозванный Тоэнья ла Мамонера, который был крестником императора Максимилиано I и Карлотты. Другие источники ссылаются на журналиста Хесуса «Чучо» Редаго и на Александра Редо. Праздник начался в ночь на 17 ноября тайно в арендованном для этой цели доме, источники ссылаются, что дом был на четвёртой улице Мира (нынешний Эзекиль Монтес или Хесус Карранса) в колонии Табакалера, а гости приезжали в различных каретах.
Праздник включал в себя, среди прочего, «рифу Пепито» или эфебо, то есть конкурс, где призом было бы проведение времени с проститутом.
Около трёх часов ночи 18 ноября полиция ворвалась в дом после того, как один человек открыл им дверь. Об этом говорится в журналистской записке того времени:
Эти люди были одеты в элегантные женские костюмы, носили парики, серёжки, были обильно размалёваны косметикой. После того, как об этом стало известно на волнениях, были высказаны самые разные оскорбления, а поведение этих людей было подвергнуто цензуре. Мы не даём нашим читателям больше подробностей, потому что они в высшей степени отвратительны.Информационная записка того времени
Вскоре распространились слухи о том, что на самом деле задержанными являются 42 человека, но Игнасио де ла Тауэр и Миера было разрешено бежать через крыши прилегающих домов. Первым наказанием, вынесенным полицией для всех задержанных, было уборка улицы за пределами казарм, куда они были отправлены, прямо в праздничных платьях, вопреки обычаям того времени и из-за секретности, требовавшей рассмотрения дела, поскольку было известно об участии де ла Тауэра и о возможном влиянии на президентскую семью и семей высшего класса, связанные с ней, была проведена цензура журналистов, и задержанные не были представлены прессе. Кроме того, были известны имена де ла Тауэра и Адалида, Хесуса Солорсана, а также омонимы как из опубликованных имён, так и из известных по слухам, что требовало от полиции направить в газеты разъяснения, не связанные непосредственно с делом.

## Последствия
Со времени проведения рейда он был признан незаконным и нарушающим права человека и гражданские права задержанных. В связи с рейдом утверждалось, что место не имело разрешения на проведение вечеринок и частных собраний, однако положения того времени требовали этого только для проведения общественных торжеств. Гомосексуализм сам по себе не наказывался уголовным правом, однако в данном случае использовалось весьма широкое толкование действующего Уголовного кодекса 1871 года, предусматривающего наказание за преступления против нравственности и добрых обычаев. Ни в одном из действующих правовых положений не упоминается принудительные общественные работы как возможное наказание для задержанных, хотя оно являлось обычным для врагов порфиристского режима. В 5:30 утра, без предварительного разбирательства или суда, задержанные отправились на армейских поездах из станции Буенависта в сторону Веракруса в составе только 19 из 41 арестованного на принудительные работы в порту Прогрессо, Юкатан.
Бродяги, воры и женоподобные существа, посланные на Юкатан, были отправлены не в армейские батальоны, действующие в кампании против индейцев майя, а на общественные работы в городах, завоёванных у общего врага цивилизации.El Popular от 25 ноября 1901 года
Пресса того времени подчеркивала, что арестованные, переведённые в Юкатан, были приглашены на праздник, но бедные и лишённые денег не смогли подкупить правосудие и выйти на свободу, как, вероятно, и остальные бедняги. Согласно Эль Хиджо дель Ахуизоте от 21 ноября 1901 года:
В песне говорится, что у бедных — пьянство, а у богатых — радость, когда речь идёт о трубах, а в данном случае у бедных — нечистота и богатая изысканность кокетства и хорошего тона. Если губернатор нарушил закон, то он должен быть осуждён на общих условиях, а не сбежать. Теперь он больше не может гулять по улице с другом, потому что позже его найдёт Club de los 41.
Там они были вынуждены вступить в мексиканскую армию, что некоторые из задержанных безуспешно оспаривали в суде. По этой причине спустя почти столетие стали известны некоторые имена задержанных: Паскуаль Баррон, Фелипе Мартинес, Хоакин Морено, Алехандро Перес, Рауль Севилья, Хуан Б. Сандоваль и Хесус Солорцано. Конечный пункт назначения наказанных и продолжительность их заключения неизвестны, хотя Сальвадор Ново заметил, что, вероятно, это был Четумаль.
Несмотря на влияние событий, журналистские отчёты говорят о том, что собрания и вечеринки даже некоторых из участников этого рейда продолжали происходить в общественных местах.

## Общественная реакция
Этот случай вызвал резкую критику в средствах массовой информации того времени, даже среди тех, кто был противником режима. Несмотря на цензуру со стороны правительства, сатирические СМИ, такие как El Hijo del Ahuizote, публиковали материалы, которые являются общеизвестными, и предмет будет актуален для всех социальных классов, несмотря на то, что партии этого типа были относительно распространены и хорошо известны. Критиковался не только сам факт из-за общественного консерватизма и преобладания гомофобии в то время, но танец использовался, чтобы ассоциироваться с «развратом» и «пороком» с порфирской аристократией, поскольку были вовлечены Де ла Торре, Майер и близкие друзья. Подобная точка зрения перестала быть актуальной в 1917 году.
Десять лет спустя разразится мексиканская революция, и Порфирио Диас будет свергнут. Он ранее разрешал непрерывные рейды, шантаж, пытки, избиения, отправку в тюрьмы, в частности на Мариасских островах, с простым упоминанием «посягательства на мораль и хорошие обычаи» с молчаливого согласия и социальной нетерпимости из-за гомофобных предрассудков в мексиканском обществе.
Число 41 или 42 стало частью мексиканской поп-культуры, завуалированно относясь к гомосексуалистам, в случае 42 — к пассивным гомосексуалистам. Этот факт и цифры были стали популярны не только через прессу, но также и с помощью гравюр, сатиры, пьес, литературы, живописи и даже в эпоху телевидения, как в случае с исторической теленовеллой «Полёт орла», транслированной Televisa в 1994 году.
В 1906 году под псевдонимом Фекундо вышла книга «Сорок один». Критически-социальный роман, который был переиздан в 2010 году. Этот роман, несмотря на его яростный гомофобный тон, впервые в мексиканской литературе был посвящён в основном гомосексуальной проблеме, поэтому он считается прецедентом гомосексуальной литературы в Мексике, поскольку речь идёт о предмете, который до этого считался табу.
Также известны гравюры Хосе Гваделупе Посада, которые были опубликованы в сопровождении различных стишков.
Гомосексуализм зашёл так далеко с числом 41, что упоминание этого числа стало табу, как писал военный писатель Франсиско Л. Уркизо:
В Мексике число 41 является табу оскорбительным для мексиканцев [...] Влияние этой традиции таково, что упускается из виду даже официальное число 41. В армии нет дивизии, полка или батальона под номером 41. Они увеличиваются до 40, а оттуда - до 42. В платёжной ведомости нет строки 41. В муниципальных номенклатурах нет домов с номером 41. Во всяком случае, и нет никакого средства правовой защиты, нет номера в отеле или санатория с номером 41. Никому не исполняется 41 год, с 40 он перескакивает до 42. Нет даже автомобиля с номером 41.

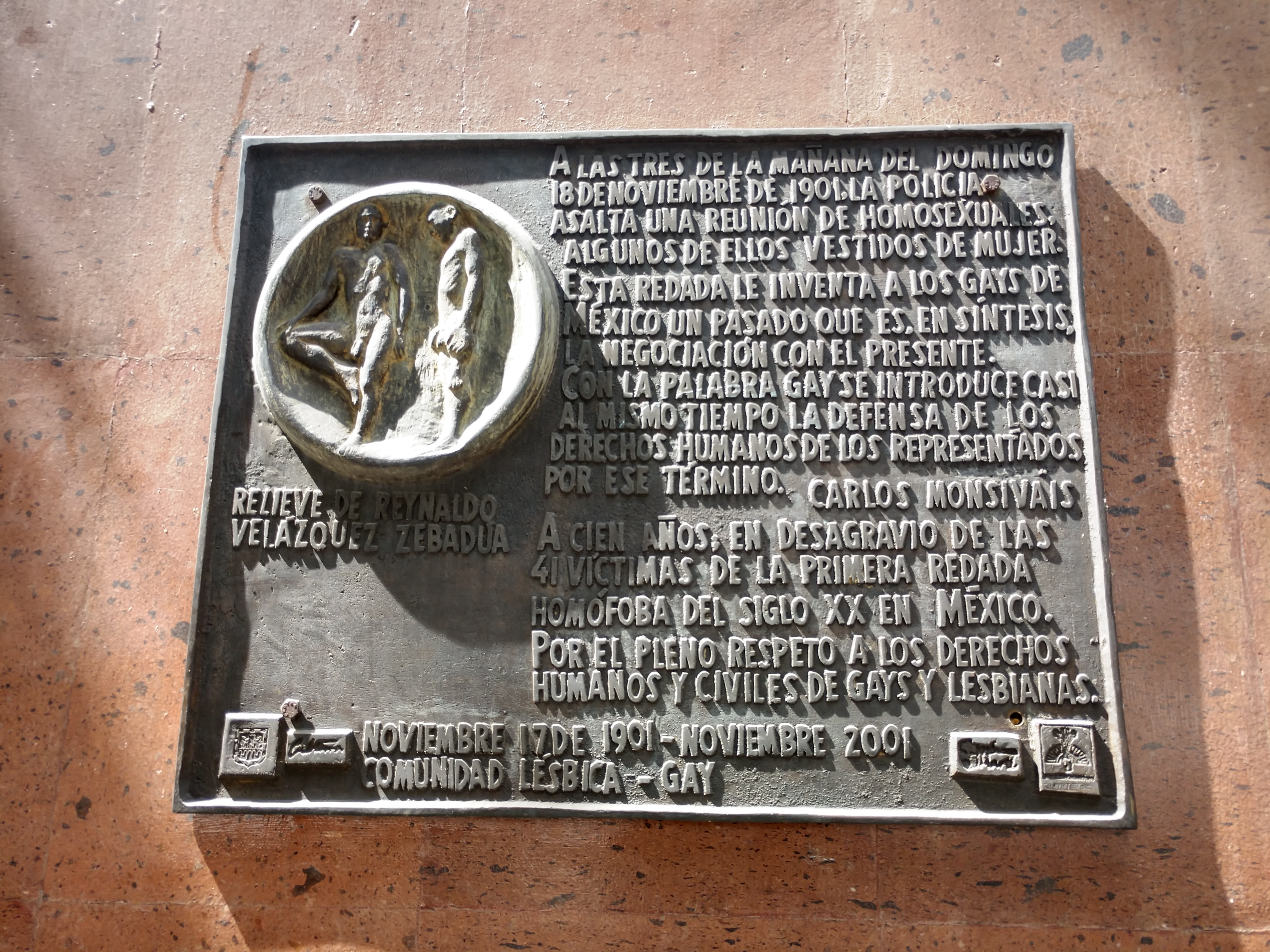
Мемориальная доска в Культурном центре Хосе Марти

Карлос Монсивайс сказал о том, что «танец сорока одного изобрёл гомосексуализм в Мексике», впервые поставив эту тему на всеобщее обозрение в строго консервативной среде.
Некоторые гей-бары использовали 41 в качестве названия для дискотек, баров и ассоциаций как способ борьбы со стигмой. В 2001 году ЛГБТ-сообщество Мехико установило мемориальную доску в качестве напоминания об этом событии в Культурном центре Хосе Марти.
В субботу, 29 июня 2019 года, в Мехико прошёл 41-й прайд-марш ЛГБТ на тему «Гордость 41: Быть - значит сопротивляться», посвящённый инциденту 1901 года.

## Фильм
В ноябре 2020 года на экраны вышел фильм «Танец сорока одного» режиссёра Дэвида Паблоса по сценарию Моники Ревиллы с Альфонсо Эррерой в главной роли и продюсером Пабло Крусом. Премьера фильма для массового зрителя состоялась 12 мая 2021 года на стриминг-сервисе Netflix